# Мобільне навчання в автономному режимі
Мобільне навчання в автономному режимі (англ. Offline mobile learning) — тип мобільного навчання, який стави собі за мету можливість доступу до навчальних матеріалів на мобільному пристрої без необхідності підключення до мережі Інтернет.
Особливо актуальним такий тип навчання постає для країн, що розвиваються.